# Phyllomya aristalis
Phyllomya aristalis là một loài ruồi trong họ Tachinidae.